# سفووسین
سفووسین(به انگلیسی: Cefovecin) (INN) آنتی بیوتیکی از دسته سفالوسپورین‌ها است که دارای مجوز برای درمان عفونت‌های پوستی در گربه‌ها و سگ‌ها می‌باشد. این داروبا نام تجاری Convenia به بازار عرضه می‌شود. از این دارو برای درمان عفونت‌های پوستی ناشی از پاستورلا مالتوسیدا در گربه‌ها ، و Staphylococcus intermedius و استرپتوکوک کنیس در سگ‌ها استفاده می‌شود. این آنتی بیوتیک نیمه عمر بالایی داشته و به صورت تزریقی تجویز می‌شود. نباید از این دارو در حیوانات باردار یا شیرده و یا در حیوانات با سابقه آلرژی به داروهای پنی سیلین یا سفالوسپورین استفاده شود.